# Polkovnik Savovo
Polkovnik Savovo (Полковник Савово no alfabeto cirílico) é uma aldeia do município de Tervel, na província de Dobrich, no nordeste da Bulgária. Em 1º de janeiro de 2007, possuía uma população de 191 habitantes e uma área de 14,555 km², localizando-se a 350 quilômetros de Sófia, capital da Bulgária. Encontra-se na faixa de 200 a 300 metros acima do nível do mar.